# Weißflügeltaube

Verbreitungskarte; rot Brutzeit, dunkelblau Jahresvogel, hellblau Überwinterungsgebiet

Die Weißflügeltaube (Zenaida asiatica) ist eine Art der Taubenvögel. Sie kommt in mehreren Unterarten im südlichen Nordamerika, in der Karibik und in Mittelamerika vor. Die Art ist nicht bedroht. Allein der Bestand in den Vereinigten Staaten von Amerika wird auf 530.000 Weißflügeltauben geschätzt.

## Erscheinungsbild
Die Weißflügeltaube erreicht eine Körperlänge von 28 Zentimetern. Sie ist damit etwas größer als eine Lachtaube. Verglichen mit dieser Art hat sie einen längeren Schnabel und längere Flügel. Der Geschlechtsdimorphismus ist nur schwach ausgeprägt. Die Weibchen sind lediglich etwas matter gefärbt als die Männchen.
Das Gefieder an Kopf, Hals und Brust ist von einem warmen, hellen Braun. Der Oberkopf und der Hals sind rosa überhaucht. Sowohl hinter dem Auge als auch unterhalb davon findet sich jeweils ein schmaler dunkler Streif. Auffallendstes Unterscheidungsmerkmal von der Carolinataube und der Ohrflecktaube ist das weiße Band am äußeren Flügelrand. Die Handschwingen sind dunkel schwarzbraun. Der Bauch und der Bürzel sind hellgrau. Der Schwanz ist abgestuft. Die äußeren Schwanzfedern enden mit einem breiten, weißen Band. Der Schnabel ist dunkelgrau. Die Iris ist orangerot. Die Augenringe sind unbefiedert und blaugrau. Die Füße sind rötlich.

## Verbreitung und Lebensraum
Die frühere nördliche Verbreitungsgrenze der Weißflügeltaube war der Süden Kaliforniens, der Süden Arizonas, der Süden Texas’ und der Südwesten New Mexicos. Sie hat sich in Texas und in New Mexico nach Norden ausgebreitet. Oklahoma, Louisiana, Küstenbereiche von Mississippi, Kansas und Arkansas wurden neu besiedelt. In Florida und in Alberta wurde sie vom Menschen angesiedelt. In Mexiko fehlt die Weißflügeltaube nur im luftfeuchten Südosten. In Guatemala fehlt sie im Norden. In Honduras fehlt sie an der Nordküste und in einigen östlichen Regionen. Die südliche Verbreitungsgrenze der Art verläuft durch Panama. Sie besiedelt unter anderem die Bahamas, Kuba, Jamaika, Hispaniola und Puerto Rico, die Kaimaninseln, San Andrés und Providencia. Auf den Jungferninseln ist sie verhältnismäßig selten.
Der Lebensraum der Weißflügeltaube sind aride und semiaride Habitate. Sie besiedelt offenes Grasland, Buschland und offene Wälder von der Küstenebene bis in Höhen von 2.700 Meter NN. In den letzten Jahrzehnten kam es auch zur Besiedlung von Städten. Sie kommt von Mexiko bis Costa Rica auch in Mangrovensümpfen vor.

## Verhalten
Die Weißflügeltaube ist im Norden ihres Verbreitungsgebietes ein Zugvogel. Im Süden ist sie ein Standvogel. Sie frisst Sämereien und kleine Früchte, die sie auf dem Boden sucht. Die Fortpflanzungszeit hängt vom jeweiligen Verbreitungsgebiet ab. Im Norden ihres Verbreitungsgebietes brütet die Weißflügeltaube im Frühjahr und Sommer. Im Süden ihres Verbreitungsgebietes brütet sie dagegen ganzjährig.
Teile der Population brüten in Kolonien. Das Nest befindet sich gewöhnlich in einer Höhe von drei bis acht Metern. Das Gelege besteht aus zwei cremefarbenen Eiern. Die Brutdauer währt 14 Tage. Die Jungvögel sind nach 13 bis 16 Tagen flügge.

## Haltung in menschlicher Obhut
Weißflügeltauben wurden erstmals 1901 nach Europa eingeführt und bereits 1902 erfolgreich nachgezüchtet. Anders als die anderen Trauertauben spielt sie in der europäischen Wildtaubenhaltung keine große Rolle und wird nur selten gehalten.

## Belege